# Edsilia Rombley
Edsilia Francisca Rombley (Amsterdam, 13 februari 1978) is een Nederlandse zangeres en presentatrice, die bekend werd door haar deelnames aan de Soundmixshow en het Eurovisiesongfestival. Daarnaast is ze lid van de gelegenheidsformatie Ladies of Soul. Haar ouders hebben een Caribische achtergrond en komen uit Aruba en Curaçao.

## Biografie
Rombley groeide op in Lelystad. Ze was leerling op basisschool Laetare en ging daarna naar o.s.g. de Rietlanden en later naar MBO college 't Roer.
De zangcarrière van Rombley begon in 1995 als grap, toen ze met Gracia Gorré, Karima Lemghari en Susan Haps de R&B-groep Dignity vormde. De naam Dignity staat voor Dignified Individuals Giving New Insight To You. Een jaar later kwamen de singles Talk to Me en Hold Me op het verzamelalbum No sweat 1 te staan. In 1996 won Rombley de finale van de Soundmixshow met een imitatie van Oleta Adams (I Just Had to Hear Your Voice). In 1997 volgde internationale bekendheid dankzij de winst van de Europese Soundmixshow met hetzelfde nummer. Datzelfde jaar nam ze in opdracht van Douwe Egberts een voor deze firma exclusief geproduceerde cd Thuis op met 12 Nederlandstalige nummers, verliet Rombley Dignity en verscheen haar eerste solosingle Baby It's You.

### Eurovisiesongfestival 1998
In 1998 behaalde Rombley de vierde plaats op het Eurovisiesongfestival (toen het beste Nederlandse resultaat sinds de winst van Teach-In in 1975) met het door Fluitsma & Van Tijn geschreven nummer Hemel en aarde. Dit nummer bereikte bovendien de twaalfde plaats van de Nederlandse Top 40.
Tijdens dit Eurovisiesongfestival won uiteindelijk de Israëlische Dana International met het lied Diva, dat wereldwijd een hit werd. In 1999 mocht Rombley tijdens het Eurovisiesongfestival namens Nederland de punten doorgeven.

### Op de Engelse toer
Van het Engelstalige album Edsilia uit 1998 kwamen de singles Second Floor en Get Here (wederom een cover van Oleta Adams) uit, die beide flopten. Na veel strubbelingen volgde in 2002 het door Tjeerd Oosterhuis geproduceerde album Face to Face, voorafgegaan door de hit What Have You Done to Me, dat in de categorie Beste R&B nationaal werd genomineerd voor een TMF Award. Eenzelfde nominatie behaalde ze in 2003, evenals een Edison-nominatie voor beste zangeres nationaal. Face to Face werd in 2003 ook in Duitsland uitgebracht. Rombley verbleef er wel enkele maanden voor promotie maar het album werd er geen succes.

### 2004
Vanaf januari 2004 ging Rombley op tournee met jazzpianist Michiel Borstlap, met wie ze een combinatie speelde van pop en jazz. Naast eigen repertoire voerde ze nummers uit van onder meer Anita Baker en Oleta Adams. Op 28 november zongen Rombley en Karin Bloemen belangeloos tijdens een benefietconcert voor Bangladesh, georganiseerd door Cordaid Memisa, een stichting die werkt aan verbetering van de gezondheidszorg in ontwikkelingslanden. De zangeressen werden begeleid door een vijfkoppige band en drie achtergrondzangeressen. Naast muziek uit eigen repertoire zongen ze enkele speciaal voor Cordaid Memisa gecomponeerde nummers van Oosterhuis. De muziek verscheen vlak voor het concert op cd.

### 2005
Een van de nummers die Oosterhuis voor het benefietconcert voor Bangladesh schreef werd in januari 2005 in een nieuw jasje gestoken en opgenomen door veel bekende nationale artiesten onder de naam Artiesten voor Azië. De opbrengsten van het nummer (Als je iets kan doen) kwamen geheel ten goede aan de slachtoffers van de zeebeving (tsunami) in Azië, op Kerstmis 2004. Rombley was een van de vele artiesten die meedeed aan dit project. In 2005 ging ze voor de eerste keer op tournee langs de Nederlandse theaters met de show Van jongs af aan. Ze speelde een repertoire van covers, maar ook eigen nummers. Ondanks haar geringe succes als zangeres was de tour redelijk succesvol.

### 2006
In 2006 deed Rombley mee aan het RTL 4-televisieprogramma Dancing with the Stars, een danswedstrijd met bekende Nederlanders en professionele dansleraren. Ze danste samen met dans-coach Peter Bosveld, maar viel na de vierde show af.
Kort daarna (juni 2006) kwam Rombleys Nederlandstalige single Dan ben ik van jou uit, als voorloper van een geheel nieuw album met Nederlandse composities. Het nummer werd een bescheiden succes in de hitlijsten. In het najaar verscheen de single Eén keer meer dan jij, een ballad geschreven door Oosterhuis en Martin Gijzemijter. Ook was Rombley te horen op de single Vlinders van Dicecream, die in december 2006 binnenkwam in de Top 40. Begin 2007 plande Rombley een nieuwe theatertour getiteld Meer dan ooit langs de Nederlandse theaters en stond het uitkomen van haar gelijknamige nieuwe album voor de deur.

### Eurovisiesongfestival 2007

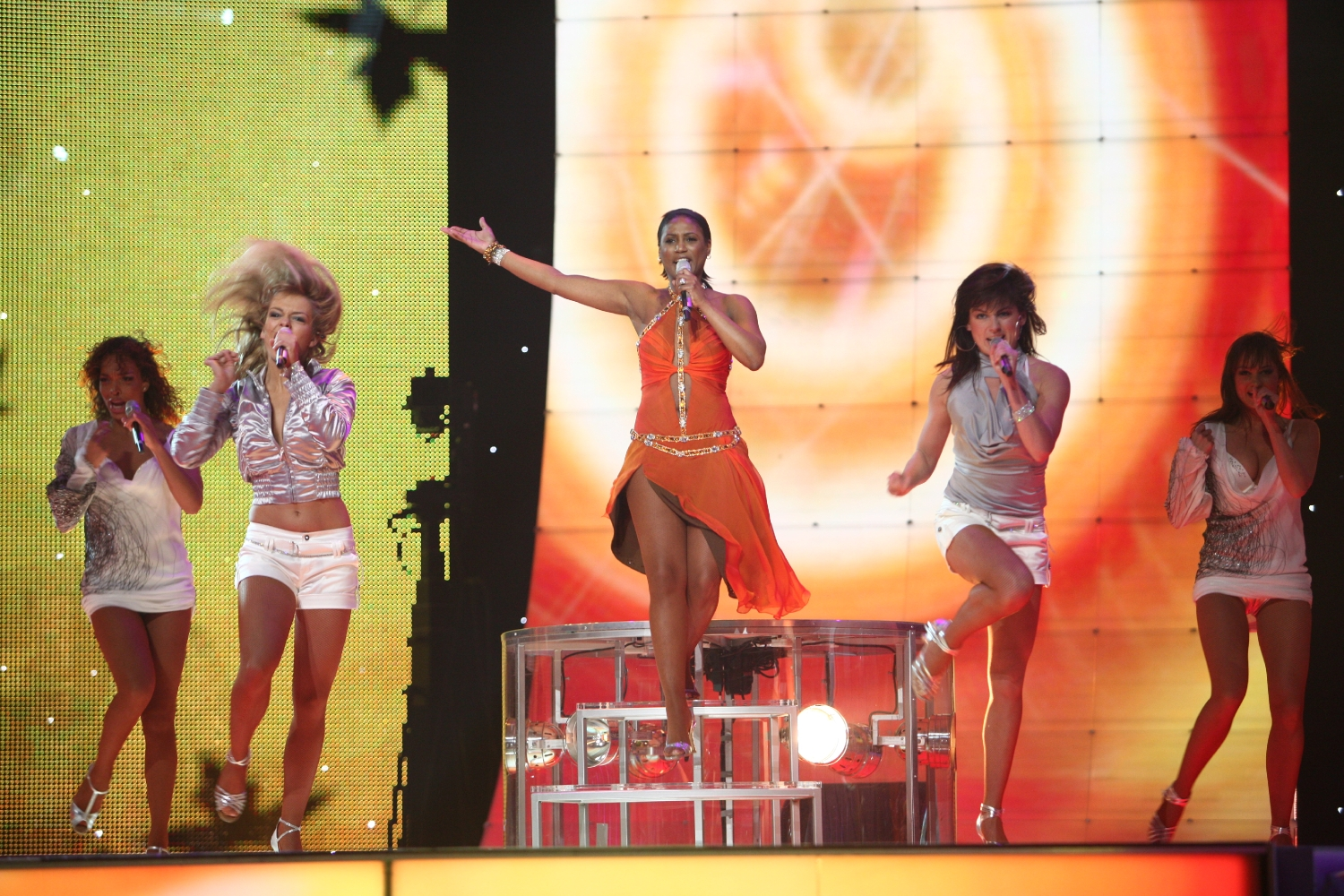
Edsilia Rombley tijdens de halve finale van het songfestival

Op 16 december 2006 werd bekend dat Edsilia Rombley Nederland voor een tweede maal zou gaan vertegenwoordigden op het Eurovisiesongfestival. Het festijn zou in mei 2007 plaatsvinden in de Finse hoofdstad Helsinki. Op 11 februari 2007 werd in het programma Mooi! Weer het Nationaal Songfestival het nummer Nooit meer zonder jou als inzending gekozen. Rombley koos het nummer zelf, het publiek had hier geen invloed op en er werd ook geen televoting gehouden. Desondanks werd het Rombley's grootste hit sinds Hemel en aarde uit 1998. Het inmiddels uitgekomen album Meer dan ooit bereikte zelfs de Top 10 van de Album Top 100.
Tijdens de voorbereidingen op het songfestival maakte Rombley bekend haar inzending in het Engels te zullen zingen. De oorspronkelijke Nederlandse versie van Nooit meer zonder jou werd vertaald waardoor de titel veranderde in On top of the world. Ondertussen voorspelden de vele polls op het internet dat Nederland zich waarschijnlijk niet zou kunnen kwalificeren voor de finale, omdat het nummer wat ouderwets en burgerlijk aandeed. Rombley zelf zei in een interview op 28 april dat "als je wint, je veel mensen om je heen hebt, maar bij verliezen je vaak alleen staat".
Begin mei 2007 reisde Rombley af naar Helsinki, waar zij op 10 mei namens Nederland aantrad in de halve finale van het songfestival. Rombley eindigde niet bij de eerste tien (21e plaats) en ging dus ook niet door naar de finale. Op de totale ranglijst kwam ze op een 35e plaats, van de 42 deelnemers.
Ondanks dit teleurstellende resultaat wist zij het publiek twee dagen later tijdens de finale toch nog even te verrassen: samen met Paul de Leeuw reikte zij tijdens de puntentelling de Nederlandse 12 punten voor Turkije uit.
Tijdens een interview zei Rombley dat ze had genoten van haar tweede songfestivaldeelname. Ze voegde er wel aan toe dat ze het niet nog een keer zou willen doen.

### 2008-2019
Na de deelname aan het songfestival heeft Rombley zich beziggehouden met verschillende projecten. Zo ging de zangeres in 2009 opnieuw de Nederlandse theaters af met de show Laat Mij Maar Zingen. In 2009 presenteerde Rombley het eerste seizoen van het tv-programma De beste zangers van Nederland. Voor de remake van de komische tv-serie Zeg 'ns Aaa (met o.a. Carry Tefsen in een van de hoofdrollen) zong Rombley de gelijknamige tune in. Begin 2011 dook de zangeres wederom de theaters in, ditmaal met een show getiteld Edsilia Zingt Verder. Rond deze periode verscheen het nummer Geef Je Over op single, wat een bescheiden hitje werd in de hitlijsten. In november 2011 kwam Uit Mijn Hart uit, een verzamelalbum met hoogtepunten uit de 15-jarige carrière van Edsilia, aangevuld met nieuwe liedjes waaronder Uit Het Oog Niet Uit Mijn Hart, een single in samenwerking met Ruth Jacott.
In 2012 kwam haar kinderboek in de Huggybird-serie uit: Huggybird en de magische toverballen. In 2012 lanceerde Rombley - in samenwerking met het Metropole Orkest het album Sweet Soul Music. Dit album bereikte de zevende plaats in de Album Top 100. De gelijknamige tour bracht de zangeres weer naar diverse theaters in het land. Sinds 2014 treedt Rombley jaarlijks op met de Ladies of Soul in de Ziggo Dome. Dit doet ze samen met Berget Lewis, Glennis Grace, Candy Dulfer en Trijntje Oosterhuis, die in 2018 stopte met de formatie. Een collectie van Edsilia enkel begeleid met piano verscheen eind 2014 op het album The Piano Ballads. Met de show Mama Sings toerde Rombley door het land. In 2014 deed zij ook mee met het zevende seizoen van de Beste Zangers. In 2015 presenteerde de zangeres de Nederlandse punten voor het Eurovisiesongfestival 2015. Aan hetzelfde Songfestival nam ook haar schoonzus Trijntje Oosterhuis deel, zij viel echter in de voorronde uit. In 2015 was Rombley gastartiest tijdens de concerten van de Toppers in de Amsterdam ArenA. In april 2017 was Rombley een van de gastartiesten van de Holland Zingt Hazes-concerten in de Ziggo Dome. In 2017 vormde Rombley een dansduo met Roué Verveer in het tv-programma Dance Dance Dance; ze eindigde op de vierde plaats.
In 2019 was Rombley te zien als jurylid in het SBS6-programma It Takes 2. Datzelfde jaar speelde Rombley de rol van Maria bij The Passion in Dordrecht.

### 2020-heden
Rombley werd in 2020 uitverkoren om met Chantal Janzen en Jan Smit het Eurovisiesongfestival 2020 in Rotterdam te presenteren, maar het songfestival werd afgelast wegens de coronapandemie. Hierdoor was ze als presentatrice te zien in het internationale programma Eurovision: Europe Shine a Light dat als vervanging van het Songfestival diende. Datzelfde jaar vertolkte ze de rol van tante Cheryl in de bioscoopfilm Bon Bini: Judeska in da House. In december 2020 won de oud-en-nieuwspecial van The Masked Singer, ze was verkleed als champagne en versloeg in de finale Richard Groenendijk die als oliebol was verkleed. 
Begin 2021 presenteerde Rombley samen met Kees Tol het programma Over Gewicht bij NET5. In het voorjaar van 2021 presenteerde Rombley het programma Showcolade bij Omroep MAX. Ook is Rombley sinds april 2021 te zien in het vaste panel van I Can See Your Voice bij RTL 4. In de aflevering van 21 september 2022 van dat programma nam zij het finaleduet over van gastartiest Miljuschka Witzenhausen die zelf niet bleek te kunnen zingen. Voor diezelfde zender zat ze in mei van dat jaar in het panel bij het programma Make Up Your Mind, waar ze in mei 2022 en april 2024 opnieuw te zien was. In mei 2021 vormde Rombley samen met Chantal Janzen, Jan Smit en Nikkie de Jager het presentatiekwartet van het Eurovisiesongfestival 2021.
In 2022 sprak Rombley de stem in van Belle Bottom in de film Minions: The Rise of Gru. In 2023 sprak Rombley de stem in van koningin Selina in de Disney film The Little Mermaid. Op 13 januari 2023 bracht Rombley haar tweede volledig Nederlandstalige album In Balans uit. De plaat bevat naast solo nummers ook duetten met Kenny B, Berget Lewis en Numidia. Om het album te ondersteunen ging Rombley rond diezelfde periode met een nieuwe show langs de theaters.
In 2023 deed Rombley samen met Kees Tol mee aan Het Jachtseizoen. In datzelfde jaar was Rombley te zien als panellid in het televisieprogramma Secret Duets. In 2024 was Rombley opnieuw te zien als panellid in het televisieprogramma Secret Duets. Vanaf begin 2025 speelt de zangeres weer met een eigen programma in diverse theaters. Op 4 a 5 april geeft ze met de Ladies of Soul weer concerten in de Ziggo Dome.
In 2024 speelde Rombley wederom de hoofdrol van Chanelle in de film Het feest van tante Rita 2 - de chocobom, net als ze in 2022 deed in de voorganger Het Feest van Tante Rita.

### Theatertours
- Van jongs af aan (2005)
- Meer dan ooit (2007)
- Laat mij maar zingen (2009)
- Edsilia zingt verder (2011)
- Sweet Soul Music (2013)
- Sweet Soul Music Reprise (2014)
- Mama Sings (2016)
- The Piano Ballads & More (2019)
- In Balans (2023)
- Love Songs & More (2025)

## Privéleven
Op 1 september 2006 trouwde Rombley in Amsterdam met songschrijver Tjeerd Oosterhuis, die deel uitmaakte van Total Touch. Het paar heeft twee dochters.

## Discografie

### Albums
| Album met eventuele hitnotering(en) in de Nederlandse Album Top 100 | Datum van verschijnen | Datum van binnenkomst | Hoogste positie | Aantal weken | Opmerkingen              |
| ------------------------------------------------------------------- | --------------------- | --------------------- | --------------- | ------------ | ------------------------ |
| Thuis                                                               | 1997                  | -                     |                 |              | als Edsilia              |
| Edsilia                                                             | 1998                  | 05-12-1998            | 62              | 10           | als Edsilia              |
| Face to face                                                        | 2002                  | -                     |                 |              | als Edsilia              |
| Meer dan ooit                                                       | 09-02-2007            | 17-02-2007            | 6               | 16           |                          |
| Uit mijn hart                                                       | 08-11-2011            | 19-11-2011            | 48              | 4            |                          |
| Sweet soul music                                                    | 2013                  | 20-04-2013            | 7               | 13           | met Het Metropole Orkest |
| The Piano Ballads                                                   | 2014                  |                       |                 |              |                          |
| The Piano Ballads vol. 2                                            | 2018                  |                       |                 |              |                          |
| Live In Het Concertgebouw                                           | 2020                  |                       |                 |              |                          |
| Kerstduetten                                                        | 2021                  |                       |                 |              |                          |

### Singles
| Single met eventuele hitnotering(en) in de Nederlandse Top 40 | Datum van verschijnen | Datum van binnenkomst | Hoogste positie | Aantal weken | Opmerkingen |
| ------------------------------------------------------------- | --------------------- | --------------------- | --------------- | ------------ | --- |
| Hemel en aarde                                                | 1998                  | 28-03-1998            | 12              | 8            | als Edsilia / Nr. 10 in de Single Top 100 / Inzending Eurovisiesongfestival 1998                                  |
| Second Floor                                                  | 1998                  | 31-10-1998            | tip8            | -            | als Edsilia / Nr. 59 in de Single Top 100                                                                         |
| Get here                                                      | 1998                  | -                     |                 |              | als Edsilia / Nr. 88 in de Single Top 100                                                                         |
| What Have You Done To Me                                      | 2001                  | -                     |                 |              | Nr. 98 in de Single Top 100                                                                                       |
| Gotta Let Me Go                                               | 2002                  | -                     |                 |              | Nr. 83 in de Single Top 100                                                                                       |
| I'll Be That Someone                                          | 2003                  | -                     |                 |              | Nr. 86 in de Single Top 100                                                                                       |
| Als Je Iets Kan Doen                                          | 2005                  | 15-01-2005            | 1(4wk)          | 9            | Als onderdeel van Artiesten voor Azië / Nr. 1 in de Single Top 100 / Alarmschijf / Best verkochte single van 2005 |
| Dan Ben Ik Van Jou                                            | 2006                  | 03-06-2006            | tip8            | -            | Nr. 45 in de Single Top 100                                                                                       |
| Nooit meer zonder jou / On Top Of The World                   | 16-02-2007            | 03-03-2007            | 25              | 8            | Nr. 14 in de Single Top 100 / Inzending Eurovisiesongfestival 2007                                                |
| Geef Je Over                                                  | 2011                  | -                     |                 |              | Nr. 84 in de Single Top 100                                                                                       |
| Uit Het Oog Niet Uit Mijn Hart                                | 2011                  | -                     |                 |              | met Ruth Jacott / Nr. 36 in de Single Top 100                                                                     |
| Wereldwijd orkest                                             | 2011                  | 03-12-2011            | 12              | 4            | Als onderdeel van Diverse artiesten / met Het Metropole Orkest & Vince Mendoza / Nr. 1 in de Single Top 100       |
| Zeg Me Dat Het Niet Zo Is                                     | 2012                  | -                     |                 |              | Nr. 6 in de Single Top 100                                                                                        |
| Koningslied                                                   | 19-04-2013            | 27-04-2013            | 2               | 4            | als onderdeel van Nationaal Comité Inhuldiging / Nr. 1 in de Single Top 100                                       |
| In The Shadows                                                | 2014                  | -                     |                 |              | Nr. 66 in de Single Top 100                                                                                       |
| Van jou                                                       | 2014                  | -                     |                 |              | Nr. 71 in de Single Top 100                                                                                       |
| Als Jij Me Belooft                                            | 2016                  | -                     |                 |              | |
| Wat Je Doet Met Mij                                           | 2017                  | -                     |                 |              | ft. Re-Play |
| Weak                                                          | 2018                  | -                     |                 |              | |
| The Way You Make Me Feel                                      | 2019                  | -                     |                 |              | |
| Breng Me Naar Het Water                                       | 2019                  | -                     |                 |              | voor The Passion                                                                                                  |
| Soso Lobi / Zwervend Hart                                     | 2019                  | -                     |                 |              | ft. Paul de Leeuw voor Pauls Nummer1 Show                                                                         |
| Lieve Mama                                                    | 2020                  | -                     |                 |              | |
| Goed Voor Mij                                                 | 2020                  | -                     |                 |              | ft. Kenny B |
| Raket Naar De Maan                                            | 2020                  | -                     |                 |              | voor Netflix film 'Fei Fei en de Maan'                                                                            |
| In Balans                                                     | 2020                  | -                     |                 |              | |
| Chale                                                         | 2020                  | -                     |                 |              | Ali B Op Volle Toeren                                                                                             |
| Als Ik Weer Bij Jou Ben                                       | 2021                  | -                     |                 |              | |
| Rustpunt                                                      | 2021                  | -                     |                 |              | |
| Soulmate                                                      | 2021                  | -                     |                 |              | ft. Numidia |
| Hoelang Nog?                                                  | 2022                  | -                     |                 |              | ft. Berget Lewis                                                                                                  |
| Je Laat Me Zijn                                               | 2022                  | -                     |                 |              | |

| Single met hitnotering(en) in de Vlaamse Ultratop 50 | Datum van verschijnen | Datum van binnenkomst | Hoogste positie | Aantal weken | Opmerkingen                                    |
| ---------------------------------------------------- | --------------------- | --------------------- | --------------- | ------------ | ---------------------------------------------- |
| Koningslied                                          | 2013                  | 11-05-2013            | 41              | 1            | als onderdeel van Nationaal Comité Inhuldiging |

### Dvd
Edsilia Rombley - Live @ The Wisseloord Studios - uitgebracht in 2009
| Dvd's met hitnoteringen in de Nederlandse Music Top 30 | Datum van verschijnen | Datum van binnenkomst | Hoogste positie | Aantal weken | Opmerkingen |
| ------------------------------------------------------ | --------------------- | --------------------- | --------------- | ------------ | ----------- |
| Live @ The Wisseloord studios                          | 2009                  | 07-02-2009            | 9               | 4            |             |

## Theater
- The Christmas Show (2015)